# 千葉北エンタープライズ
株式会社千葉北エンタープライズ(Chiba Kita Enterprise Co.,Ltd.)は、千葉県に拠点を置く貸切バス専業のバス事業者である。

## 概説
2000年設立と歴史の若い事業者である。一時期高速ツアーバス「JAMJAMライナー」を受託運行した以外は一般貸切を中心としており、「新高速バス制度」施行後はインバウンド輸送に注力している。

## 沿革
- 2000年8月 - 千葉県印西市にて創業。
- 2014年 - 北海道に進出し、札幌・函館両営業所を開設。

## 事業所
- 本社
  - 千葉県千葉市稲毛区天台5-23-12
- 成田営業所・経営統括部
  - 千葉県山武郡芝山町岩山2377-1
- 札幌営業所
  - 北海道恵庭市下島松805-1
- 函館営業所
  - 北海道北斗市本町816-1

## 車両
規制緩和以後に設立された事業者の例に漏れず中古車両が中心であったが、近年成田営業所にはいすゞ自動車製の新車が配置されるようになった。車体塗装については、設立当初グループ会社であった陸援隊（廃業）と共通カラーに虎のイラストがあしらわれていたが、のちに富士山をモチーフにした新デザインが採用されている。函館・札幌の両営業所では、成田営業所からの移籍車両や、前保有者の塗装に若干の手直しを加えた中古車両が中心。